# Denim Air
Denim Air was een Nederlandse luchtvaartmaatschappij met hoofdkantoor in Mijdrecht. Het was een regionale luchtvaartmaatschappij-capaciteitsleverancier. Dit betekent dat ze vliegtuigen plus bemanning leasen aan andere luchtvaartmaatschappijen, die op dat moment meer capaciteit nodig hebben. Dit wordt "wet-leasing" genoemd.
Denim Air bestond sinds februari 1996, en deed sinds 1997 aan wet-leasing. Van december 2004 tot 2010 was Denim Air "EASA Part-145" goedgekeurd. In juli 2005 nam Panta Holdings N.V. Denim Air over en werd daarmee voor 100% eigenaar.
Denim vloog met twee Fokker 100's en drie Fokker 50's na eerder met tien Dash 8's gevlogen te hebben. De Dash 8's vlogen voor Air Nostrum, de regionale luchtvaartmaatschappij van de Spaanse maatschappij Iberia, en voor Arik Air, een Nigeriaanse maatschappij die de Dash 8's alleen gebruikte voor binnenlandse vluchten in Nigeria.
Medio februari 2010 vroeg Denim Air faillissement aan. Er werd een doorstart gemaakt met (in eerste instantie) twee Fokker 50's. Dit om het contract met de Noorse strijdkrachten uit te kunnen voeren. Er werd een derde toestel aan de vloot toegevoegd om een operatie in Italië op te starten die eind 2011 weer gestopt is.
Op 25 april 2014 maakte Denim bekend een Embraer ERJ-145 aan de vloot toe te voegen.
In de tweede helft november 2014 vond er een managementbuy-out plaats waardoor de aandelen van Panta Holdings werden overgenomen en Panta niet langer enig belang in Denim Air ACMI B.V. had.
Denim Air raakte haar vliegvergunning kwijt op 27 november 2016 en werd op 10 januari 2017 door de rechtbank in Amsterdam failliet verklaard.

## Vloot
Denim had tot november 2016 de volgende vliegtuigen:
| Vliegtuigen     | Totaal | Passagiers (Economy) | Opmerkingen                                                                   |
| --------------- | ------ | -------------------- | ----------------------------------------------------------------------------- |
| ATR 42          | 1      | 48                   | OY-CHT (inmiddels weer terug bij Aeronova)                                    |
| Embraer ERJ 145 | 1      | 50                   | MSN 145000406, PH-DND sinds augustus 2014                                     |
| Fokker 50       | 1      | 50                   | MSN 20239, PH-JXN, rest van Fokker 50-vloot (3) teruggeleverd aan eigenaar    |
| Fokker 100      | 2      | 100                  | MSN 11320, PH-LND werd teruggeleverd in februari 2015, PH-MJP sinds juni 2014 |
| Totaal          | 5      |                      |                                                                               |

Op 29 april 2013 was de gemiddelde leeftijd van de vloot van Denim 17.2 jaar.